# Кьосемуратовско македонско благотворително братство
Кьосемуратовското македонско благотворително братство е организация на бежанците от областта Македония, установили се в Кьосе Муратово, Татарпазарджишко.

## История
На 22 февруари 1925 година е образувано братството. Избрано е настоятелство в състав Андрея М. Пеев (председател), Димитър П. Партениев (подпредседател), Андон Аксентиев (касиер), а Стойко Соколов и Атанас Г. Паскалев са съветници. На 14 март 1926 година е избрано настоятелство в състав Андон Аксентиев (председател), Ст. Соколов (подпредседател), Ат. Гюреджеклиев (секретар), Д. Алексиев (касиер) и членове съветници Христо Паскалев и Андреа Пеев.